# Американские клювачи
Американские клювачи (лат. Mycteria) — род тропических аистов, обитающих в Америке, Африке, Южной и Юго-Восточной Азии.
Это парящие в потоках восходящего тёплого воздуха птицы с широкими крыльями. Во время полёта голову вытягивают вперёд, а лапы соответственно назад. Ведут оседлый образ жизни на заболоченных низинах с присутствием деревьев, где они гнездятся.
Американские клювачи — крупные птицы, их длина обычно составляет 90-100 см, а размах крыльев около 150 см. У всех видов оперение большей частью белое, с чёрными маховыми перьями. У видов Старого Света клюв ярко-жёлтый, оголённая кожа на голове красная или жёлтая, а ноги красные; у американского клювача краски выглядят гораздо более матовыми. У молодых птиц окраска менее яркая, как правило, более коричневая по сравнению с их взрослыми сородичами.
Эти аисты медленно передвигаются по мелководью в поисках пищи, которая в основном состоит из рыбы, лягушек и крупных насекомых.

## Виды
Различают следующие современные виды аистов-клювачей:
- Mycteria americana — Американский клювач
- Mycteria cinerea — Серый клювач
- Mycteria ibis — Африканский клювач
- Mycteria leucocephala — Индийский клювач

Кроме того, на сегодняшний день известно два ископаемых вида, останки которых обнаружены на территории США:
- Mycteria milleri (Средний Миоцен) — бывший Dissourodes
- Mycteria wetmorei (Поздний Плейстоцен)